# Kościół św. Katarzyny w Brodnicy (diecezja toruńska)
Kościół Świętej Katarzyny Aleksandryjskiej w Brodnicy (brodnicka fara) – rzymskokatolicki kościół parafialny w Brodnicy, w województwie kujawsko-pomorskim. Należy do dekanatu Brodnica. Mieści się przy ulicy Farnej.

## Historia, architektura i wyposażenie

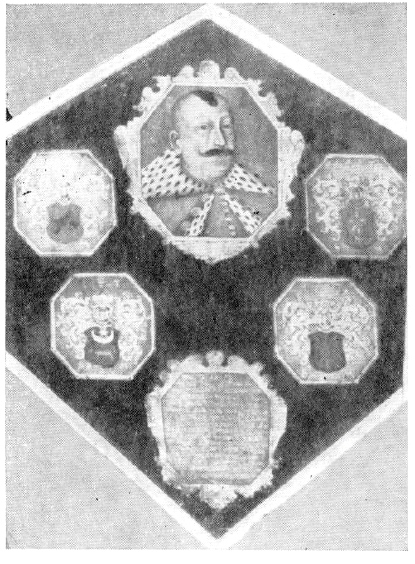
Epitafium Łukasza Trzcińskiego w kościele św. Katarzyny w Brodnicy

Budowa kościoła rozpoczęła się w 1285 roku. Prezbiterium zostało ukończone około 1320 roku, korpus i zasklepienie zostało zbudowane w latach 1340–1370. Wieża, jedna z dwóch zaplanowanych, została wybudowana w 1370 roku, podwyższona około 1485 roku. W latach 1554–1598 świątynię posiadali luteranie. Fara ma 56 m długości i 27m szerokości. Posiada trzy nawy o układzie halowym. W nawie głównej i prezbiterium znajdują się sklepienia gwiaździste z rzeźbionymi zwornikami, w nawach bocznych umieszczone są sklepienia krzyżowe.
Najważniejsze zabytki kościoła farnego to: zespół rzeźb 12 apostołów z drugiej połowy XIV stulecia, Grupa Ukrzyżowania z XVI stulecia, kamienna chrzcielnica z XVII stulecia.

## Organy piszczałkowe we farze
Organy piszczałkowe w brodnickiej farze powstały w 1875 roku w pracowni Wilhelma Sauera z Frankfurtu nad Odrą. Powstały jako instrument o 25 głosach, początkowo o trakturze mechanicznej i wiatrownicach mechaniczno-stożkowych. Przebudowane zostały przez Kazimierza Urbańskiego z Bydgoszczy w 1973 roku. Przebudowę wymusiła wówczas likwidacja drewnianego chóru, przez co instrument musiał zostać umieszczony w emporze wieży. Znajduje się w tym miejscu również po ostatnim gruntownym remoncie i przebudowie w latach 2009-2011. Obecnie organy w brodnickiej farze posiadają 26 głosów realnych, w tym również głosy językowe i ruchome elementy w prospekcie, co czyni je największym tego typu instrumentem w całym dekanacie brodnickim. Stół gry znajduje się na chórze muzycznym bezpośrednio pod wiatrownicami instrumentu.
Aktualna dyspozycja instrumentu:

Manuał I
1. Bourdon 16'
2. Principal 8'
3. Gemshorn 8'
4. Salicjonal 8'
5. Gedackt 8'
6. Hohflöte 8'
7. Oktave 4'
8. Dolce 4'
9. Rauschquinte 2 2/3
10. Cornett 3 fach
11. Mixtur 4 fach
12. Trompete 8' (j)
Manuał II
1. Geigen Principal 8'
2. Gedacktflöte 8'
3. Aeoline 8'
4. Vox Coelestis 8'
5. Fugara 4'
6. Waldflöte 2'
7. Zimbel 2 fach
8. Nachthorn 4' 
Pedał
1. Violon 16'
2. Subbass 16'
3. Oktawbass 8'
4. Flötebass 8'
5. Choralbass 4'
6. Posaune 16' (j)